# 中皮腫サポートキャラバン隊
中皮腫サポートキャラバン隊（ちゅうひしゅサポートキャラバンたい）は、2017年5月に腹膜中皮腫患者の栗田英司と胸膜中皮腫患者の右田孝雄によって結成された、中皮腫患者と家族の支援団体である。結成時、（１）中皮腫希望の体験記の作成、（２）中皮腫ポータルサイトの作成、（３）中皮腫サポートキャラバン隊の実行、（４）標準治療確立のための仕組み作り、（５）中皮腫フェスタの開催、（６）アスベスト情報センターの設立の検討、（７）省庁交渉（中皮腫患者100人集会）などを「７本の矢」として目標に掲げた。
日本肺癌学会の悪性胸膜中皮腫診療ガイドライン2020年版の策定には、共同代表の右田孝雄と副代表の渡邊益孝が協力委員として参画した。

## 主な活動内容
- ピアサポート活動
  - 中皮腫ZOOMサロンを2019年から開始している。2020年4月より、毎週水曜日に開催している[2]。また、日本各地での講演会、オンラインでのセミナーも開催している。
- 中皮腫ポータルサイト「みぎくりハウス」の運営
  - 中皮腫ポータルサイト「みぎくりハウス」から中皮腫治療や患者支援に関わる情報を発信している。
- 新薬承認等の新たな治療法確立に向けた取り組み
  - 2019年11月25日、「腹膜・心膜・精巣鞘膜中皮腫におけるニボルマブ（オプジーボ）使用についての署名」を厚生労働副大臣に提出。2020年9月より、胸膜以外の中皮腫患者に対するニボルマブ（商品名：オプジーボ）に関する治験が兵庫医科大学付属病院などで募集されている。
- 社会保障の充実と認定支援
  - 労災保険制度や石綿健康被害救済制度の支援をしている。

## 胸膜を除く腹膜等の中皮腫治療におけるオプジーボ使用を求める要請
切除不能な胸膜中皮腫の治療において、セカンドラインの治療としてオプジーボの使用が2018年8月に承認された。中皮腫治療に対してオプジーボが世界で初めて使用できるようになったのが日本であるが、あくまでも胸膜中皮腫に限定されているものである。2019年6月から「腹膜・心膜・精巣鞘膜中皮腫におけるニボルマブ（オプジーボ）使用について」要望する署名を集め、同年11月25日に厚生労働省に提出すると同時に、厚生労働副大臣へ陳情を行った。
2020年9月、兵庫医科大学病院で当該治療に関して、治験が開始されることが発表された。2021年2月8日時点で5つの医療機関で被験者の募集がされている。

## 来歴
2017年9月から、中皮腫・アスベスト疾患・患者と家族の会の組織内団体として各支部での講演活動などを中心にピアサポート活動を開始していった。2018年12月1日に、任意団体として同会から有効的に独立した。